# Heliria cristata
Heliria cristata är en insektsart som beskrevs av Leon Fairmaire. Heliria cristata ingår i släktet Heliria och familjen hornstritar. Inga underarter finns listade i Catalogue of Life.